# Campylopus gibboso-alaris
Campylopus gibboso-alaris là một loài rêu trong họ Dicranaceae. Loài này được Broth. & Paris Wijk & Margad. mô tả khoa học đầu tiên năm 1959.